# ناحیه پوروو
ناحیه پوروو یکی از زیرمجموعه‌های اوسیما و یکی از ناحیه‌ها در فنلاند از سال ۲۰۰۹ است.

## شهرداری‌ها
| نشان ملی          | شهرداری            |
| ----------------- | ------------------ |
| Askolan vaakuna   | آسکولا (شهرداری)   |
| Myrskylän vaakuna | مورس‌کوله (شهرداری) |
| Porvoon vaakuna   | پوروو (شهر)        |
| Pukkilan vaakuna  | پوکیلا (شهرداری)   |